# Організація Договору Південно-Східної Азії

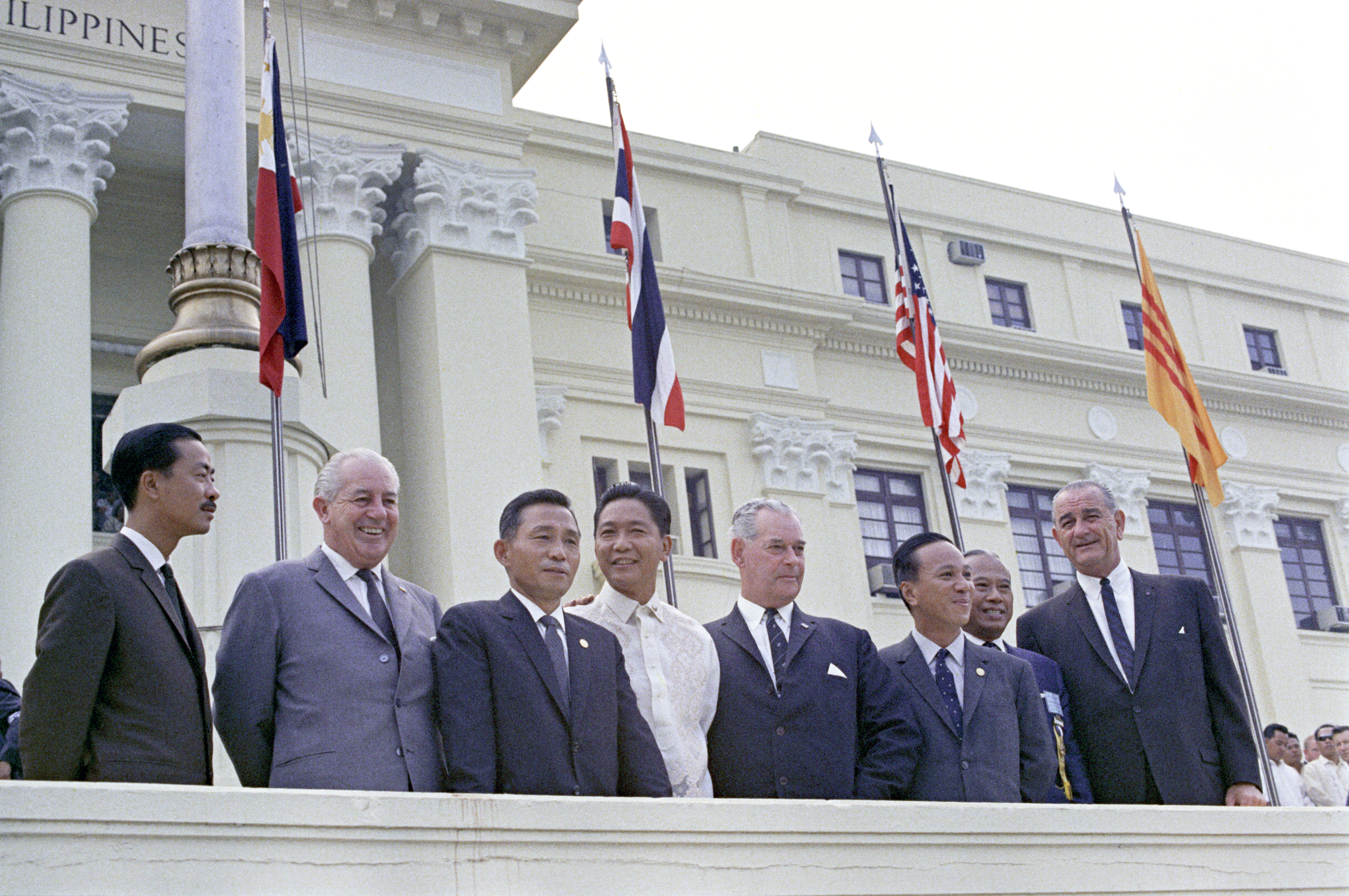
Лідери країн-членів та партнерів СЕАТО на тлі будівлі філіппінського конгресу та прапорів учасників блоку, Маніла, 24 жовтня 1966; на фото ліворуч направо: прем'єр-міністр Республіки В'єтнам Нгуен Као Кі, прем'єр-міністр Австралійського Союзу Гарольд Холт, президент Республіки Корея Пак Чон Хі, президент Республіки Філіппіни Фердинанд Маркос, прем'єр-міністр Нової Зеландії Кіт Холіок, президент Республіки В'єтнам Нгуен Ван Тхиеу, прем'єр-міністр Королівства Таїланд Тхань Кіттікакхорн, президент США Ліндон Джонсон

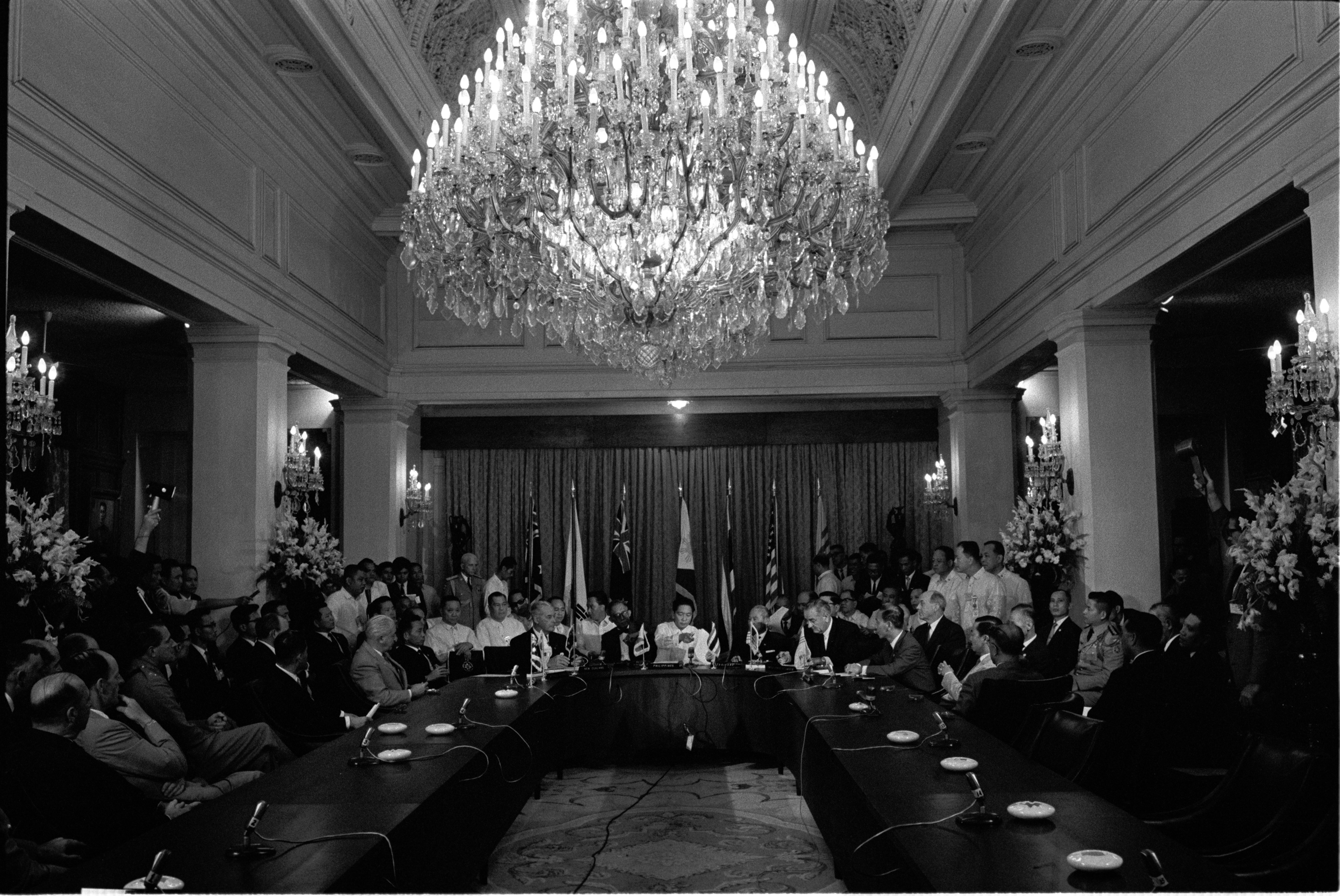
Конференція СЕАТО в Манілі.

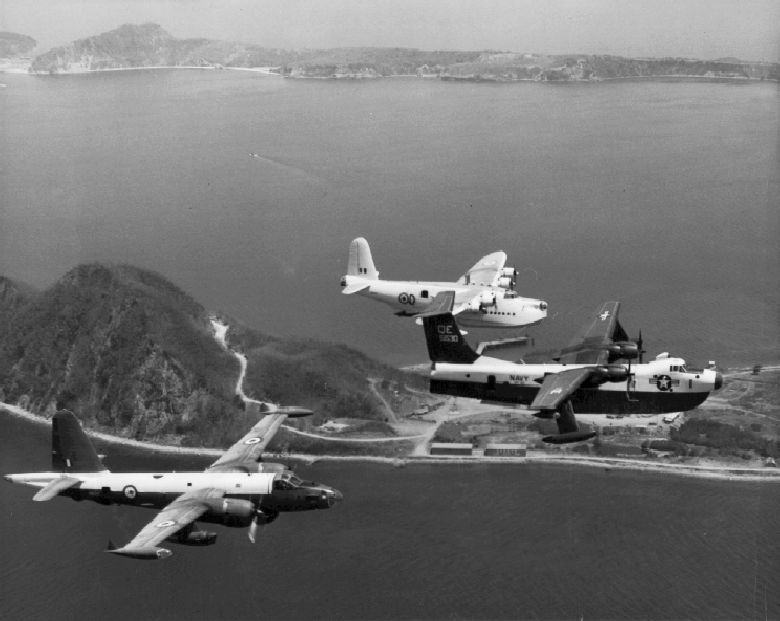
Австралійський (SP-2H «Нептун»), американський (P-5B «Мерлін») і новозеландський (Short Sunderland MR.5) літаки морського патрулювання на навчаннях СЕАТО, в Манільській затоці, 1963

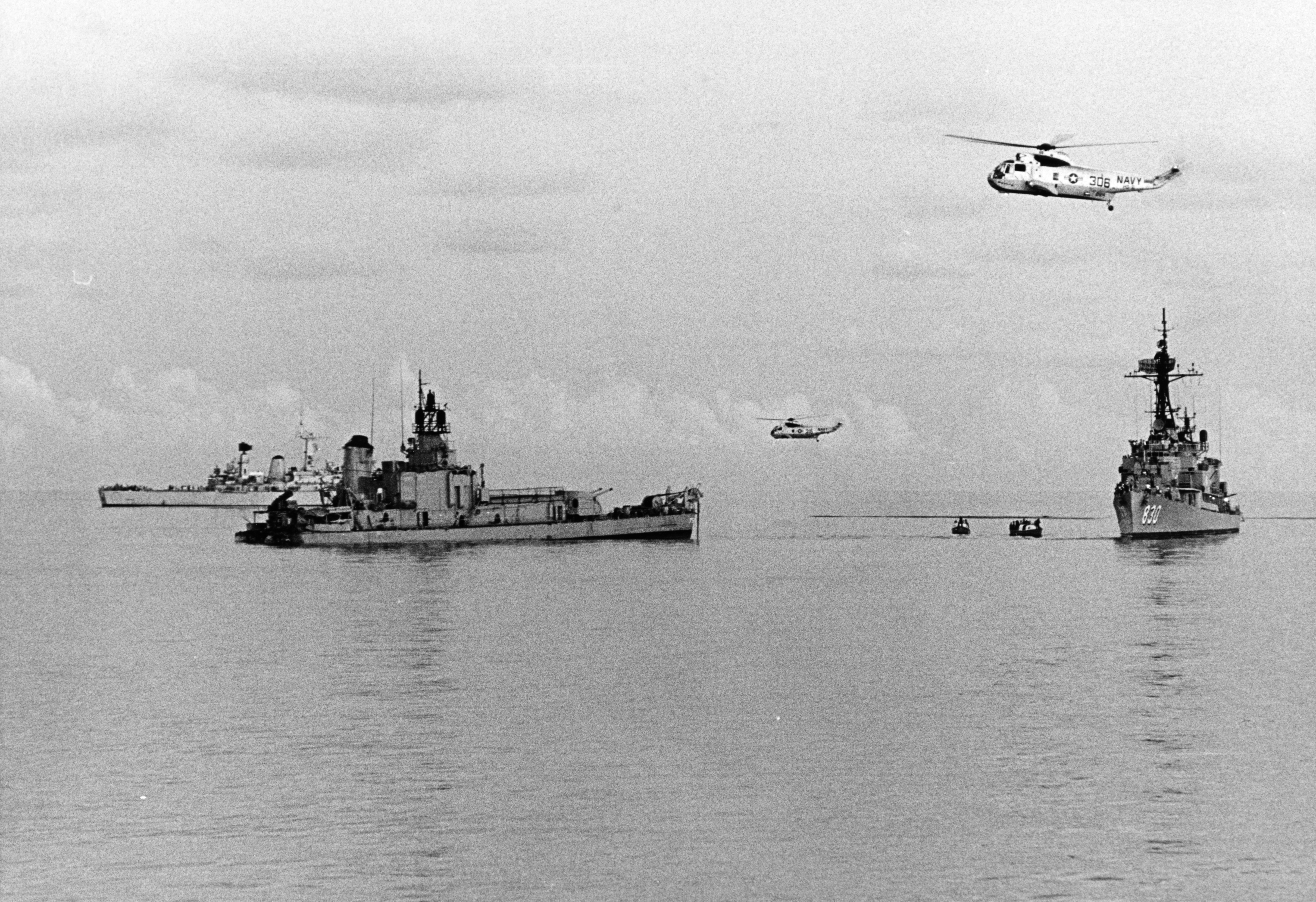
Есмінець США «Франк Еванс» після зіткнення з австралійським легким авіаносцем «Мельбурн» під час навчань СЕАТО «Морський дух» у Південно-Китайському морі 3 червня 1969; внаслідок трагедії загинуло 74 члени екіпажу корабля США

СЕАТО (англ. SEATO, фр. OTASE), Організація Договору Південно-Східної Азії (англ. South-East Asia Treaty Organization, фр. Organisation du Traité de l'Asie du Sud-Est, тай. องค์การสนธิสัญญาป้องกันภูมิภาคเอเชียตะวันออกเฉียงใต้, бенг. সিয়াটো, в'єт. Tổ chức Hiệp ước Đông Nam Á), або Манільський пакт (англ. Manila Pact) — військово-політичний блок країн Азіатсько-Тихоокеанського регіону, що існував з 1955 по 1977 року.
Головним чином створений для блокування подальших комуністичних захоплень у Південно-Східній Азії, SEATO зазвичай вважається невдалим, оскільки внутрішні конфлікти та суперечки перешкоджали загальному використанню військ SEATO; однак культурні та освітні програми, що фінансуються SEATO, залишили тривалий вплив у Південно-Східній Азії. SEATO було розпущено 30 червня 1977 після того, як багато членів втратили інтерес і вийшли.

## Укладення Манільського пакту
Договір колективного захисту Південно-Східної Азії (Договір Південно-Східної Азії, англ. Southeast Asia Collective Defense Treaty), або Манільський договір (Манільський пакт) про створення організації СЕАТО підписаний 8 вересня 1954. 2 грудня 1954 ратифікаційну грамоту вніс Таїланд. 1 лютого 1955 його ратифікував Сенат США, а 4 лютого підписав Президент США. У підсумку, 19 лютого 1955 ратифікаційні грамоти внесли всі інші країни, які підписали документ, проте офіційно організація СЕАТО з'явилася в 1956.

## Символіка СЕАТО
У 1959 у СЕАТО з'явилися свої прапор та емблема.
Девіз СЕАТО: єдність, мир, прогрес (англ. Unity, Peace, Progress).

## Склад СЕАТО
В СЕАТО входили:
- Австралія
- Велика Британія
- Нова Зеландія
- Пакистан (до 1973)
- США
- Таїланд
- Філіппіни
- Франція (до 1974).

Партнерами СЕАТО по діалогу були:

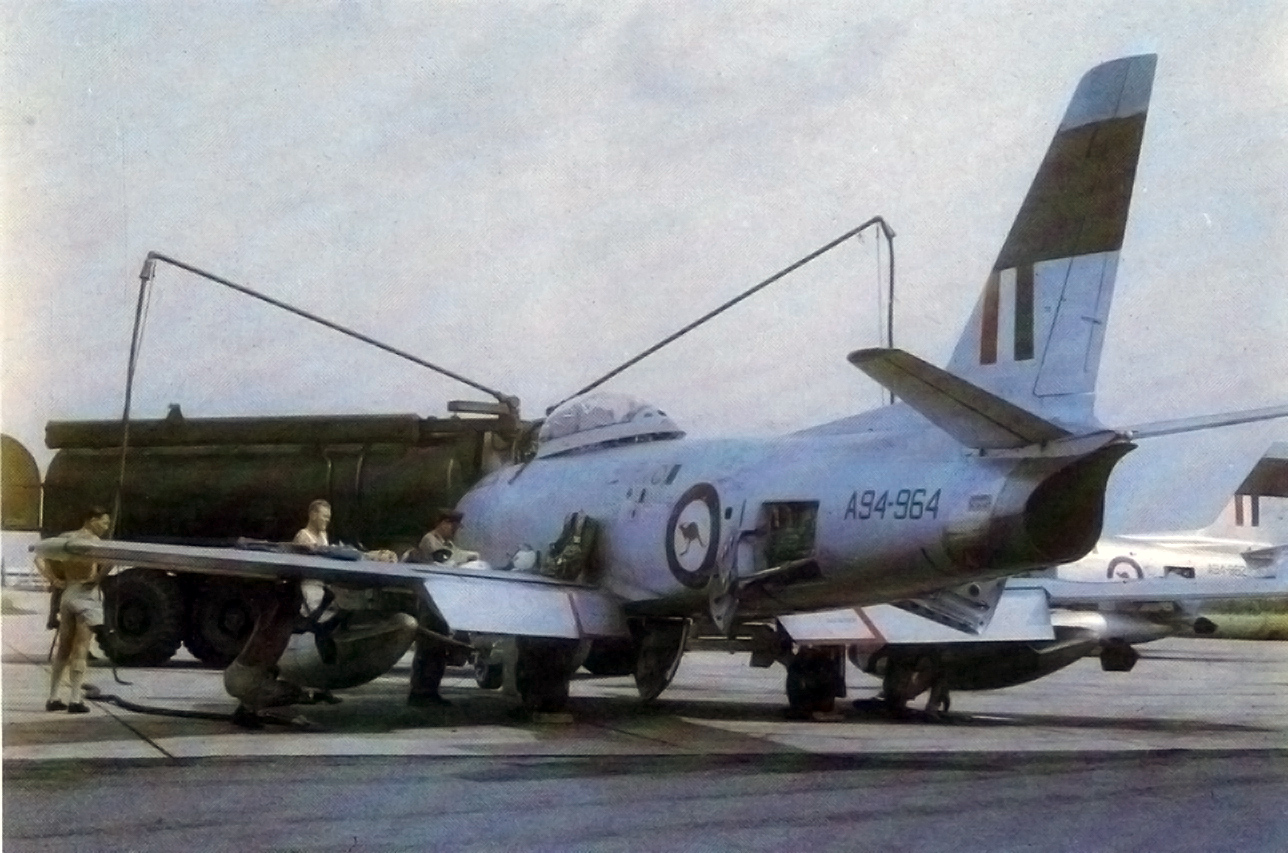
Літаки Sabre австралійської ескадрильї No. 79 на у Таїланді, розгорнута в рамках зобов’язань Австралії щодо SEATO

- Південна Корея (відправляла війська до В'єтнаму),
- Південний В'єтнам (на момент підписання договору входив у Французький Союз разом з Камбоджею, у 1975 Республіка В'єтнам припинила своє існування).

### Бюджет
Середній розмір внесків до цивільного та військового бюджетів між 1958 і 1973:
- Сполучені Штати: 24%
- Сполучене Королівство: 16%
- Франція: 13.5%
- Австралія: 13.5%
- Пакистан: 8%
- Філіппіни: 8%
- Таїланд: 8%
- Нова Зеландія: 8%

### Генеральні секретарі
Генеральні секретарі СЕАТО:
| Ім'я                 | Країна    | Від             | До              |
| -------------------- | --------- | --------------- | --------------- |
| Пот Сарасін          | Таїланд   | 5 вересня 1957  | 22 вересня 1958 |
| Вільям Ворт (в.о.)   | Австралія | 22 вересня 1957 | 10 січня 1958   |
| Пот Сарасін          | Таїланд   | 10 січня 1958   | 13 грудня 1963  |
| Вільям Ворт (в.о.)   | Австралія | 13 грудня 1963  | 19 лютого 1964  |
| Контхі Суфамонгкхон  | Таїланд   | 19 лютого 1964  | 1 липня 1965    |
| Хесус М. Варґас      | Філіппіни | 1 липня 1965    | 5 вересня 1972  |
| Сунтхорн Хонгладаром | Таїланд   | 5 вересня 1972  | 30 червня 1977  |

## Початок діяльності блоку
Блок підтримав втручання США в війну у В'єтнамі, але вже незабаром після початку активного втручання (1965) в організації стали виявлятися ознаки кризи, пов'язаної із загостренням протиріч між її учасниками, а пізніше почався процесом ослаблення міжнародної напруженості.
З моменту підписання договору зацікавленість Франції постійно зменшувалася — з 1965 перестала брати участь у сесіях Ради, потім відмовилася від участі у військовій діяльності СЕАТО, а в 1973 заявила про припинення з 30 червня 1974 фінансової участі в організації, таким чином остаточно покинувши лави її членів.
Зацікавленість у членстві Великої Британії в СЕАТО була більшою, однак стала знижуватися після надання незалежності Малайї в 1957, створення в 1963 з Малайї, Сінгапуру, Сабаху (Північного Борнео) та Сараваку Федерації Малайзії, але, особливо, після індонезійсько-малайзійського конфлікту 1963—1966.

## Культурні ефекти

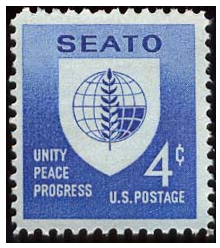
Поштова марка США 1960 із зображенням емблеми та девізу СЕАТО

Окрім спільної військової підготовки, країни-учасниці SEATO працювали над покращенням спільних соціально-економічних питань. Така діяльність контролювалася Комітетом інформації, культури, освіти та трудової діяльності СЕАТО і стала одним із найбільших успіхів СЕАТО.

## Критика та розпуск СЕАТО
Хоча державний секретар Джон Фостер Даллес вважав SEATO важливим елементом зовнішньої політики США в Азії, історики вважають Манільський пакт провалом, і цей пакт рідко згадується в підручниках з історії.
На початку 1970-х постало питання про розпуск організації. Пакистан вийшов у 1973 після того, як Східний Пакистан відокремився і став Бангладеш 16 грудня 1971. Південний В'єтнам зазнав поразки у війні та був анексований Північним В'єтнамом, а Франція припинила фінансову підтримку в 1975, і рада SEATO погодилася на поступове припинення діяльності організації. Після останнього навчання 20 лютого 1976 організація була офіційно розпущена 30 червня 1977 під час адміністрації Картера. Незважаючи на розпуск СЕАТО, його основний договір про колективну оборону залишається в силі.